# Пала (Тюри)
Па́ла (эст. Pala) — деревня в волости Тюри уезда Ярвамаа, Эстония. 

## География и описание
Расположена в 4,5 километрах к северу от уездного центра — города Тюри — и в 6,5 километрах к западу от уездного центра — города Пайде. Высота над уровнем моря — 67 метров.
Климат умеренный. Официальный язык — эстонский. Почтовый индекс — 72234.

## Население
По данным переписи населения 2011 года, в Пала проживали 85 человек, все — эстонцы.
По данным переписи населения 2021 года, в деревне проживали 86 человек, из них 84 (98,8 %) — эстонцы.
Численность населения деревни Пала по данным переписей населения:
| Год  | 1959 | 1970 | 1979 | 1989 | 2000 | 2011 | 2021 |
| ---- | ---- | ---- | ---- | ---- | ---- | ---- | ---- |
| Чел. | 156  | ↘ 84 | ↗ 99 | ↘ 66 | ↗ 87 | ↘ 85 | ↗ 86 |

## История
В письменных источниках деревня впервые упоминается в 1564 году как Palla, в 1945 году была записана как Pana.
В XVI веке деревня относилась к мызе Алленкюль (Тюри-Аллику, нем. Allenküll, эст. Türi-Alliku mõis), вакк Сяревере (эст. Särevere), в XVIII веке принадлежала мызе Кирна (нем. Kirna, эст. Kirna mõis). 
В 1977 году, в период кампании по укрупнению деревень, с Пала были объединены населённый пункт Сааре (в 1930-х годах бывший деревней) и деревня Вирика (в 1589 году упоминается как Wirakas, в 1686 году — Wyricka, в 1726 году — Wirrika).

## Известные личности
В деревне Пала родился и много лет жил советский и эстонский ботаник, биогеограф, эколог и историк культуры Яан Эйларт. Родом из деревни Пала также преподаватель Таллинской консерватории и концертмейстер симфонического оркестра Юхан Кальяспоолик (Juhan Kaljaspoolik).

## Достопримечательности
На территории деревни, у дороги Тюри—Вяэтса растёт сосна Раудэметса (также Раадэметса) — дерево, находящееся под охраной государства. Обхват дерева составляет около 3,3 метра, высота — 12 метров, возраст — более 370 лет.

## Комментарии
1. ↑  Эстонские топонимы, оканчивающиеся на -а, не склоняются и не имеют женского рода (исключение — Нарва)[6].